# امرأة الملازم الفرنسي (فلم)
امرأة الملازم الفرنسي (بالإنجليزية: The French Lieutenant's Woman) فيلم دراما رومانسي بريطاني للمخرج كاريل ريش  عام 1981، وإنتاج ليون كلور. قام الكاتب المسرحي هارولد بنتر باقتباس الفيلم من رواية "زوجة الملازم الفرنسي" الصادرة عام 1969 بقلم جون فاولز. سجل الموسيقى كارل ديفيس  والتصوير السينمائي لفريدي فرانسيس. الفيلم من بطولة ميريل ستريب، جيرمي آيرونز، هلتون ماكري، إميلي مورجان، شارلوت ميتشل، ولينسي باكستر وتدور الأحداث حول قصة حب، خلال القرن التاسع عشر في إنجلترا، تنشأ بين كل من آنا ومايك رغم كل كل الفروق الاجتماعية والطبقية بينهما.
حصل الفيلم على خمسة ترشيحات لجوائز الأوسكار. رشحت ميريل ستريب لجائزة الأوسكار لأفضل ممثلة، وجائزة الأوسكار لأفضل سيناريو مقتبس.
كان العرض الأول للفيلم في 18 سبتمبر 1981 (مدينة نيويورك - نيويورك)
منح موقع قاعدة بيانات الأفلام على الإنترنت (IMDB) الفيلم درجة 6.9/ 10.
منح موقع قاعدة بيانات الأفلام العربية "السينما.كوم" الفيلم درجة 5.3/ 10.

## طاقم التمثيل
ميريل ستريب: في دور الآنسة سارة وودروف / آنا
جيريمي آيرونز: في دور تشارلز هنري سميثسون / مايك
هيلتون ماكراي: في دور سام
إميلي مورغان: في دور ماري
شارلوت ميتشل: في دور السيدة ترانتر
لينسي باكستر: في دور ملكة جمال إرنستينا فريمان
جان فولدز: في دور كوك
بيتر فوغان: في دور السيد إرنست فريمان
كولين جيفونز: في دور فيكار
ليز سميث: في دور السيدة فيرلي
باسيانس كوليير: في دور السيدة بولتيني
جون باريت: في دور عامل الألبان
ليو مكيرن: في دور دكتور جروجان
بينيلوبي ويلتون: في دور سونيا
ألون أرمسترونج: في دور غرايمز
جيرار فالكونيتي: في دور دافيد 

## أحداث الفيلم
يدمج الفيلم قصتين من قصص الحب، أحدهما ضمن دراما الفترة الفيكتورية التي يشارك فيها عالم الحفريات النبيل تشارلز سميثسون، وسارة وودروف المعقدة والمضطربة، والمعروفة باسم "امرأة الملازم الفرنسي". العلاقة الأخرى بين الممثلين مايك وآنا، حيث لعبوا الأدوار الرئيسية في التصوير الحديث للقصة. في كلا الجزأين، يلعب جيريمي آيرونز وميريل ستريب الأدوار الرئيسية.
لكل قصة نهايات متعددة، والقصتان المتوازيتان في الفيلم لهما نتائج مختلفة. في القصة الفيكتورية، يدخل تشارلز في علاقة عاطفية مكثفة مع سارة، ويلتقي بها بعد خطوبته مباشرة مع إرنستينا (لينسي باكستر)، ابنة تاجر ثري في لايم ريجيس. يلتقي تشارلز وسارة سراً ويمارسان الجنس في نهاية المطاف في أحد الفنادق. يؤدي هذا إلى أن يفسخ تشارلز خطوبته، ولكن بعد ذلك تختفي سارة. في خزي من المجتمع بعد أن قاضته خطيبته إرنستينا بتهمة الإخلال بالوعد. يبحث تشارلز عن سارة، خوفًا من أن تصبح عاهرة في لندن. بعد ثلاث سنوات تتصل سارة، التي تعمل مربية في منطقة ليك ديستريكت، بتشارلز لتوضح لها أنها بحاجة إلى الوقت لتجد نفسها. على الرغم من غضب تشارلز في البداية، فإنه يغفر لها، ويتصالح الاثنان. شوهدوا أخيرًا وهم معاً في قارب ببحيرة ويندرمير.
في القصة الحديثة، تظهر الممثلة الأمريكية المتزوجة آنا والممثل الإنجليزي مايك المتزوج أيضاً، وتربطهما علاقة طويلة أثناء صنع الفيلم الفيكتوري، الذي تلعب فيه آنا دور سارة ومايك يقوم بدور تشارلز. مع ختام التصوير، يرغب مايك في مواصلة العلاقة، لكن آنا تصبح أكثر برودة بشأن هذه القضية وتتجنب مايك لصالح قضاء الوقت مع زوجها الفرنسي. خلال حفل انتهاء تصوير الفيلم، تغادر آنا دون أن تقول وداعًا لمايك. ينادي مايك آنا، مستخدماً اسم شخصيتها سارة، من نافذة في الطابق العلوي ضمن ديكور الفيلم. ويتصالح تشارلز وسارة.

## إنتاج الفيلم
تم إلحاق عدد من المخرجين بالفيلم: سيدني لوميت، روبرت بولت، فريد زينمان وميلوش فورمان. وخضع النص لعدد من العلاجات، بما في ذلك نسخة عالجها دينيس بوتر في عام 1975 وجيمس كوستيجان في عام 1976، ثم اعتمدت المسودة النهائية التي قدمها هارولد بنتر.
من بين الممثلين الذين تم اعتبار ترشيحهم لدور (تشارلز سميثسون / مايك): روبرت ريدفورد وريتشارد تشامبرلين، ومن المرشحات لدور (سارة / آنا): فرانشيسكا أنيس، وشارلوت رامبلينج، وجيما جونز واختيار فاولز هيلين ميرين.
قام كارل ديفيس بتأليف الموسيقى الحائزة على الجوائز وقام بأدائها أوركسترا مجهولة وعازف الفيولا المنفرد كينيث إسيكس.

## استقبال الفيلم
منح موقع "الطماطم الفاسدة" الفيلم تقييماً مقداره 82% بناءاً على آراء 28 ناقداً سينمائياً، ومنح موقع "ميتاكريتيك" الفيلم تقييماً مقداره 64% بناءاً على آراء 10 نقاداً سينمائياً.
منح روجر إيبرت الناقد السينمائي من صحيفة "شيكاغو صن تايمز" الفيلم ثلاثة نجوم ونصف من أصل أربعة، واصفاً إياه بأنه: "فيلم جميل يجب مشاهدته، وحسن التمثيل بشكل ملحوظ."
وصف فنسينت كانبي، من صحيفة نيويورك تايمز، الفيلم بأنه: "فيلم جميل بشكل مذهل، تم تمثيله بأناقة من ميريل ستريب بصفته سارة، غير الواثقة في نهاية المطاف؛ وجيريمي آيرونز في دور تشارلز سميثسون، الذي يشبه إلى حد كبير لورانس أوليفييه من مرتفعات ويذرينغ، وفريق من الممثلين الداعمين الرائعين من النوع الذي يبدو أن إنجلترا وحدها تمتلكه."
منح جين سيسكل، من صحيفة شيكاغو تريبيون، الفيلم أربعة نجوم من أصل أربعة ووصفه بأنه: "فيلم مصنوع بشكل جميل، يستحضر الماضي والحاضر بشكل جيد"، وأشاد بأداء ستريب وآيرونز.

## الجوائز والترشيحات
جوائز الأوسكار الامريكية 1982: رشح لجائزة أفضل ممثلة في دور رئيسي (ميريل ستريب) – جائزة أفضل كتابة سيناريو مبني على مادة من وسيط آخر (هارولد بينتر) - أفضل إخراج فني وديكور (أشتون جورتون - آن مولو) - أفضل تصميم أزياء (توم راند) - أفضل مونتاج فيلم (جون بلوم).
جوائز بافتا 1982: فاز بجائزة أنتوني أسكويث لموسيقى الأفلام (كارل ديفيس)، وفاز بجائزة "بافتا" لأفضل ممثلة (ميريل ستريب) - أفضل صوت (دون شارب  - إيفان شاروك - بيل رو)
رشح لجائزة أفضل ممثل (جيريمي آيرونز) - أفضل تصوير سينمائي (فريدي فرانسيس) - أفضل تصميم أزياء - أفضل إخراج (كاريل ريش) - أفضل مونتاج (جون بلوم) - أفضل فيلم - أفضل تصميم إنتاج / إخراج فني (أشتون جورتون) - أفضل سيناريو (هارولد بينتر).
جوائز بوديل 1982: فاز بجائزة أفضل فيلم أوروبي (كاريل ريش - مخرج)
الجمعية البريطانية للمصورين السينمائيين 1981: فاز بجائزة أفضل تصوير سينمائي (فريدي فرانسيس)
جوائز سيزار فرنسا 1983: رشح لجائزة أفضل فيلم أجنبي (كاريل ريش)
جوائز ديفيد دي دوناتيلو 1982: فاز بجائزة أفضل سيناريو أجنبي (هارولد بينتر)، ورشح بجائزة أفضل ممثلة أجنبية (ميريل ستريب)
جوائز المساء القياسية البريطانية للأفلام عام 1982: فاز بجائزة أفضل فيلم (كاريل ريش)
جوائز فوتوجراماز دو بلاتا 1982: رشح لجائزة أفضل مؤدي فيلم أجنبي (ميريل ستريب)
غولدن غلوب - الولايات المتحدة الأمريكية 1982: فاز بجائزة جولدن جلوب لأفضل ممثلة في فيلم درامي (ميريل ستريب)، ورشح لجائزة غولدن غلوب لأفضل فيلم – دراما، أفضل سيناريو – فيلم (هارولد بينتر)
جوائز جرامي 1983: رشح لجائزة أفضل ألبوم جرامي للموسيقى التصويرية الأصلية مكتوب للسينما أو التلفزيون (كارل ديفيس)
جوائز جمعية لوس أنجلوس لنقاد السينما 1981: فاز بجائزة ( ) لأفضل ممثلة (ميريل ستريب)، ورشح لجائزة ( ) لأفضل تصوير سينمائي (فريدي فرانسيس) 

## وصلات خارجية
https://elcinema.com/work/2068739/ امرأة الملازم الفرنسي (فيلم)
https://www.imdb.com/title/tt0082416/ امرأة الملازم الفرنسي (فيلم)
https://www.filmaffinity.com/us/film907240.html امرأة الملازم الفرنسي (فيلم)
https://letterboxd.com/film/the-french-lieutenants-woman/ امرأة الملازم الفرنسي (فيلم)
https://www.allocine.fr/film/fichefilm_gen_cfilm=26653.html امرأة الملازم الفرنسي (فلم)
https://www.blu-ray.com/The-French-Lieutenants-Woman/108717/ امرأة الملازم الفرنسي (فلم)
https://www.allmovie.com/movie/the-french-lieutenants-woman-v18627 امرأة الملازم الفرنسي (فلم)
https://www.themoviedb.org/movie/12537-the-french-lieutenant-s-woman امرأة الملازم الفرنسي (فلم)
https://www.tcm.com/tcmdb/title/16932/the-french-lieutenants-woman#overview امرأة الملازم الفرنسي (فلم)